# Nafissatou Thiam
Nafissatou „Nafi“ Thiam (* 19. August 1994 in Brüssel) ist eine belgische Siebenkämpferin. Sie ist dreifache Olympiasiegerin, zweifache Weltmeisterin sowie dreifache Europameisterin.

## Leben
Thiam ist die Tochter einer Belgierin und eines senegalesischen Vaters. Sie absolvierte eine Ausbildung zur Ergotherapeutin und schloss 2019 ihr Bachelorstudium in Geographie an der Universität Lüttich ab.

## Sportliche Karriere
Nafissatou Thiam begann ihre Sportkarriere im Alter von sieben Jahren. Bei den Jugendweltmeisterschaften 2011 in Lille wurde sie mit 5366 Punkten Vierte im Siebenkampf. Im darauffolgenden Jahr wurde sie bei den Juniorenweltmeisterschaften 14. im Siebenkampf.
Am 3. Februar 2013 stellte Thiam in Gent mit 4558 Punkten einen neuen Juniorenhallenweltrekord im Fünfkampf auf. Sie war damit die erste belgische Leichtathletin, die jemals einen Weltrekord aufstellte. Im März wurde der Rekord allerdings aberkannt, weil sich Thiam dem obligatorischen Dopingtest zu spät gestellt hatte.
Am 18. Juli 2013 gewann Thiam die Siebenkampfgoldmedaille bei den Junioreneuropameisterschaften 2013 mit einem neuen belgischen Rekord von 6298 Punkten. Bei den Weltmeisterschaften 2013 in Moskau wurde sie im Siebenkampf 14.
Bei den Hallenweltmeisterschaften 2014 in Sopot startete sie im Hochsprung und wurde mit übersprungenen 1,90 m Achte. Im selben Jahr steigerte sie ihre Bestleistung im Siebenkampf beim Mehrkampf-Meeting Götzis auf 6508 Punkte. Bei den Europameisterschaften in Zürich gewann sie mit 6423 Punkten die Bronzemedaille. Mit einer Leistung von 1,97 m im Hochsprung war sie dabei in dieser Disziplin die beste Teilnehmerin innerhalb des Siebenkampfs.
2015 gewann sie bei den Halleneuropameisterschaften in Prag mit 4696 Punkten die Silbermedaille im Fünfkampf.
Bei den Olympischen Spielen 2016 in Rio de Janeiro gewann sie mit persönlicher Bestleistung von 6810 Punkten die Goldmedaille im Siebenkampf und stellte dabei mit 1,98 m zusammen mit Katarina Johnson-Thompson eine neue Hochsprungbestmarke für Siebenkämpferinnen auf. Bei der Abschlussfeier der Sommerspiele 2016 trug Thiam die Flagge Belgiens ins Stadion.
Bei den Halleneuropameisterschaften 2017 gewann sie mit neuer persönlicher Bestleistung die Goldmedaille im Fünfkampf. Zudem stellte sie mit 1,96 m im Hochsprung einen neuen Meisterschaftshöchstwert auf.
Im Mai 2017 nahm sie als Sieganwärterin am Hypomeeting in Götzis teil und lieferte sich am ersten Tag einen Dreikampf mit Katarina Johnson-Thompson und Carolin Schäfer. Sie stellte neue Bestleistungen im Hürdenlauf und im 200-Meter-Lauf auf und egalisierte im Hochsprung ihren eigenen Weltrekord innerhalb eines Siebenkampfes von 1,98 m. Am zweiten Tag stellte sie im Speerwurf einen neuen belgischen Landesrekord von 59,32 m auf und erreichte mit neuer Bestleistung über die 800 Meter 7013 Punkte. Sie löste damit Sabine Braun als Meetingrekordhalterin ab und übertraf als vierte Frau überhaupt die 7000-Punkte-Marke. Im August gewann Thiam bei den Weltmeisterschaften in London mit 6784 Punkten vor Carolin Schäfer die Goldmedaille.

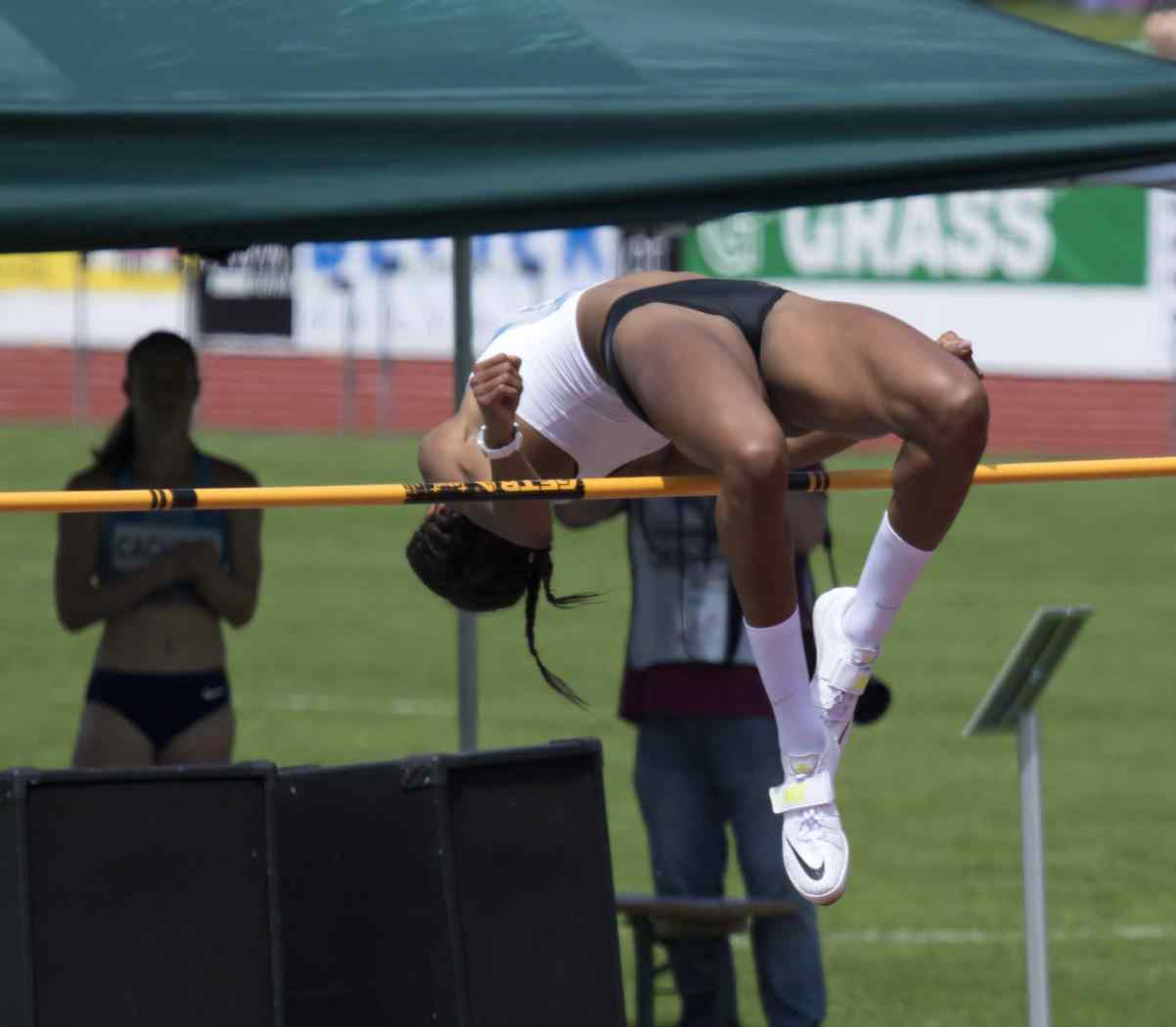
Thiam überquert 2,01 m in Götzis

Ende Mai 2018 startete Thiam erneut beim Mehrkampf-Meeting in Götzis und erzielte am ersten Wettkampftag noch einmal 56 Punkte mehr als zum selben Zeitpunkt im Vorjahr. Dazu trugen vor allem auch übersprungene 2,01 m im Hochsprung bei, mit denen sie als erste Siebenkämpferin innerhalb eines Mehrkampfes die 2-Meter-Marke überwand. Am Folgetag verhinderte eine Speerwurfleistung 12 Meter unter ihrer persönlichen Bestmarke einen bis dahin möglichen Europarekord, sodass Thiam den Wettkampf schließlich mit 6806 Punkten gewann.
2019 gewann Thiam das Décastar in Talence mit 6819 Punkten. Mit übersprungenen 2,02 m im Hochsprung stellte sie wiederum eine neue Siebenkampfweltbestleistung auf. Gleichzeitig stand sie mit dieser Leistung auf Platz zwei der Weltjahresbestenliste der Hochspringerinnen.
2021 gewann sie in Tokio mit 6791 Punkten erneut bei Olympischen Spielen. Damit ist sie nach Jackie Joyner-Kersee die zweite Mehrkämpferin, die bei Olympischen Spielen zweimal Gold holte. Während der Eröffnungsfeier der Olympischen Sommerspiele 2020 war sie gemeinsam mit dem Hockeyspieler Félix Denayer die Fahnenträgerin ihrer Nation.
2023 gewann Thiam zum dritten Mal die Halleneuropameisterschaften in Istanbul im Fünfkampf und stellte dabei einen neuen Weltrekord mit 5055 Punkten auf.
2024 gewann sie in Paris mit 6880 Punkten zum dritten Mal die Goldmedaille bei Olympischen Spielen. Sie wurde damit zur einzigen Mehrkämpferin, die dreimal Gold im Siebenkampf bei Olympischen Spielen gewann. Bei der Schlussfeier der Olympischen Sommerspiele 2024 trug sie wie bereits bei der Abschlussfeier 2016 die Flagge Belgiens ins Stadion.

## Persönliche Bestleistungen
- Siebenkampf: 7013 Punkte, 28. Mai 2017 in Götzis (belgischer Rekord)
- Fünfkampf (Halle): 5055 Punkte, 3. März 2023 in Istanbul (Weltrekord)
- Hochsprung: 2,02 m, 22. Juni 2019 in Talence
- Weitsprung: 6,86 m (+0,9 m/s), 18. August 2019 in Birmingham (belgischer Rekord)
- Weitsprung (Halle): 6,79 m, 1. März 2020 in Liévin (belgischer Rekord)
- Speerwurf: 59,32 m, 28. Mai 2017 in Götzis (belgischer Rekord)

## Auszeichnungen
- 2013, 2014 und 2015 erhielt Nafissatou Thiam den belgischen Leichtathletik-Preis Golden Spike als „Leichtathletin des Jahres“.[13]
- 2014, 2016, 2017 und 2022 wurde sie zur belgischen Sportlerin des Jahres gewählt.
- 2017 wurde sie Welt-Leichtathletin des Jahres.